# Loch Allallaidh
Loch Allallaidh ist ein See auf der schottischen Hebrideninsel Islay. Administrativ befindet er sich somit in der Council Area Argyll and Bute und lag historisch in der Grafschaft Argyllshire.

## Beschreibung
Der See liegt in der unbesiedelten, hügeligen Region im Osten der Insel im Dreieck zwischen den Bergen Beinn Bheigier, Beinn Bhàn und Glas Bheinn. Die nächstgelegene Siedlung ist das etwa sechs Kilometer südöstlich gelegene Ardtalla. Der See ist maximal etwa 440 m lang und 220 m breit. Loch Allallaidh wird von drei kleinen Bächen, die im Norden und Osten einmünden, gespeist. Vom Westufer fließt der Bach Kilennan aus dem See ab, der über den Laggan in die Laggan Bay entwässert. Zwei kleine Inseln befinden sich im See. Loch Allallaidh ist nicht an das Straßen- und Wegenetz der Insel angeschlossen.
Loch Allallaidh liegt auf einer Höhe von 228 Metern. Mit einem Volumen von 320446 Kubikmetern besitzt er eine mittlere Tiefe von 5,5 Metern und einen Umfang von rund einem Kilometer und nimmt eine Fläche von sechs Hektar ein. Der See speist sich aus einem Einzugsgebiet von 52 Hektar, das sich im Wesentlichen nach Nordosten erstreckt. Es setzt sich aus 52 % Heide- und 35 % Graslandschaften zusammen, während Grundwasser 12 % ausmacht.

## Historische Funde
Etwa 50 m vom Südufer entfernt befindet sich eine beinahe runde Insel, die einen Durchmesser von 25 bis 30 m aufweist. Ihre Ufer sind von Überresten einer heute bis 1,20 m hohen Mauer umgeben, welche zur Sicherung eines Forts diente. Dieses befand sich auf einem zwischen sieben und neun Metern durchmessenden Areal inmitten der Insel und war von einer 80 cm hohen, heute weitgehend erdbedeckten Mauer umgeben. Eine zweite, zwölf Meter nordwestlich gelegene Insel ist über einen unter Wasser befindlichen Damm mit dem Seeufer verbunden. Da die Umfriedungsmauer der Fortinsel eine Öffnung in nordwestlicher Richtung aufgewiesen haben könnte, liegt die Vermutung nahe, dass einst ein weiterer Damm zwischen den beiden Inseln existierte, welcher den Zugangsweg zu dem Fort darstellte.
Einen Kilometer westlich des Sees finden sich Überreste einer mittelalterlichen Siedlung. Diese soll fünf ovale und eine runde Hütte umfasst haben, die linear angeordnet waren. Bei einer späteren Begehung wurde sie jedoch nicht aufgefunden. Hingegen wurden die Überreste einer späteren Siedlung, die aus mindestens fünf rechteckigen Gebäuden bestand gefunden. Auch Spuren von Ackerbau aus dieser Zeit sind vorhanden.